# Métropole du Grand Paris
Die Métropole du Grand Paris (deutsch „Metropole Groß-Paris“) ist ein 2016 entstandener Gemeindeverband mit der Rechtsform einer Métropole, der die französische Hauptstadt Paris und 129 ihrer Umlandgemeinden umfasst. Er wurde durch die nationale Gesetzgebung zum 1. Januar 2016 geschaffen. Die Gemeinden außerhalb der Kernstadt Paris liegen in den angrenzenden Départements Essonne, Hauts-de-Seine, Seine-Saint-Denis, Val-de-Marne und Val-d’Oise.
Die Métropole de Grand Paris ist ein urban geprägtes Gebiet mit rund sieben Millionen Einwohnern. Sie ist eingebettet in die Île-de-France, eine der 18 Regionen Frankreichs, die über 12,4 Millionen Einwohner zählt, jedoch auch ländlichen Raum umfasst.

## Historische Entwicklung
Für den Ballungsraum Grand Paris, der sich über acht Départements erstreckt, existiert keine gemeinsame Verwaltungsstruktur außer der Region Île-de-France, die auch zahlreiche ländlich geprägte Gebiete umfasst. Diese territoriale Zersplitterung erschwert die Regierung und Verwaltung, was auch von lokalen Akteuren moniert wird. So forderte beispielsweise die Industrie- und Handelskammer von Paris anlässlich der Präsidentschaftswahlen 2012: „Um die Herausforderungen der Entwicklung der Hauptstadtregion effizient zu meistern, braucht es eine einheitliche Regierung.“
Im März 2009 veröffentlichte das Comité pour la réforme des collectivités locales (Komitee zur Reform der Gebietskörperschaften) seinen Bericht, der als  „Rapport Balladur“ (Balladur-Bericht) bekannt wurde. In diesem wird die Fusion von Paris mit den angrenzenden Départements (Hauts-de-Seine, Val-de-Marne und Seine-Saint-Denis) mit einem Zeithorizont von 2014 vorgeschlagen. Dieses Projekt wurde auch von Senator Philippe Dallier, stellvertretender Vorsitzender des Senatsausschusses für Gebietskörperschaften und die Dezentralisierung, und Claude Bartolone, Präsident des Regionalrats von Seine-Saint-Denis, unterstützt. Es fand sich aber nicht im Gesetz über die Reform der französischen Gebietskörperschaften von 2010 wieder, und die Frage der Reorganisation des Großraums Paris wurde verschoben.
Nach dem Regierungswechsel von 2012 wurde eine Fusion der Départements nicht weiter verfolgt. In einem Gesetzesentwurf der Regierung Ayrault zur Dezentralisierung wird stattdessen ein polyzentrischer Ansatz verfolgt: Die Gemeinden der drei Départements der Petite Couronne sollten – ohne Paris – in einem Gemeindeverband zusammengeschlossen werden. Die Fragen, die die gesamte Agglomeration betreffen, sollten von einer Vereinigung der Generalräte der Départements und der Region beraten werden, die Kompetenzen vor allem in Fragen des Wohnungsbaus bekommen sollte.
Die Nationalversammlung stimmte im Juli 2013 einem Gesetzentwurf zu, mit dem mit der Métropole eine neue Form von Verwaltungseinheit geschaffen werden sollte, in der Großstädte gemeinsam mit ihrem Umland verwaltet worden wären. Die Métropole de Paris sollte zum 1. Januar 2016 geschaffen werden und das Gebiet der unité urbaine umfassen. Die Kompetenzen der Métropole hätten vor allem im Bereich Wohnungsbau gelegen. Die Gesetzesvorlage wurde jedoch im Senat abgelehnt und daraufhin modifiziert.
Ein geänderter Gesetzentwurf, der die Schaffung der Métropole du Grand Paris als Gemeindeverband, der die Stadt Paris und die Gemeinden der drei umliegenden Départements umfasst, am 1. Januar 2016 vorsah, wurde schließlich im Dezember 2013 verabschiedet. Mit der Gründung der Métropole wurden alle zuvor auf ihrem Territorium bestehenden Gemeindeverbände aufgelöst.

## Aufgaben
Die Métropole du Grand Paris soll vor allem in den Bereichen Stadtplanung, Infrastruktur und Umweltschutz Kompetenzen von den beteiligten Gemeinden übernehmen, während die Verantwortung für den Nahverkehr bei der Region verbleibt. Die Métropole wird von einem Metropolenrat (Conseil der métropole) geleitet, in das jede Mitgliedsgemeinde einen Vertreter sowie je einen zusätzlichen Vertreter pro volle 25.000 Einwohner entsendet. Die Zahl der Vertreter von Paris wird auf 90 begrenzt. Um die Métropole herum sollen schließlich Gemeindeverbände mit ab 200.000 Einwohnern entstehen.

## Untergliederung inÉtablissements publics territoriaux
Die außerhalb der Stadt Paris gelegenen Gebiete der Métropole du Grand Paris sind in elf Unterverbände gegliedert, die die hierfür eigens geschaffene Rechtsform eines Établissement public territorial (EPT) haben. Sie sollen in bestimmten Sachbereichen die Kommunalverwaltung dezentralisieren. Die elf EPT sind Boucle Nord de Seine, Est Ensemble, Grand Paris Grand Est, Grand Paris Seine Ouest, Grand Paris Sud Est Avenir, Grand-Orly Seine Bièvre, Paris Est Marne et Bois, Paris Ouest La Défense, Paris Terres d’Envol, Plaine Commune und Vallée Sud-Grand Paris.